# Attagenus arboreus
Attagenus arboreus es una especie de coleóptero de la familia Dermestidae.

## Distribución geográfica
Habita en Rusia.